# Perdiu de mar europea

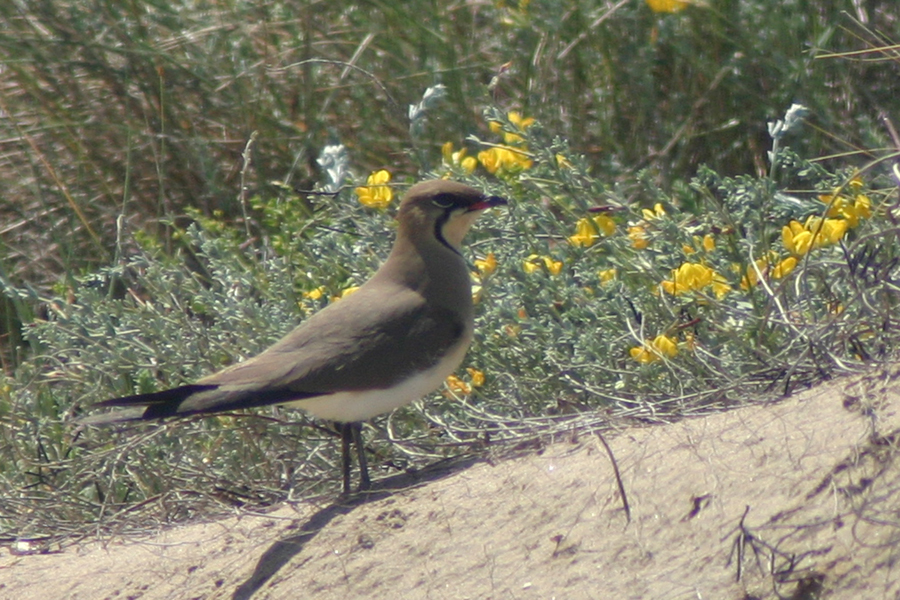
Perdiu de mar fotografiada al Delta de l'Ebre.

La perdiu de mar (Glareola pratincola), coneguda com a guatllereta de mar o polleta de mar i oronella de mar a les illes Balears i carregada al País Valencià, és un ocell de l'ordre dels caradriformes. És una espècie de pas a la major part dels Països Catalans que, com molts altres ocells limícoles, s'ha vist molt afectada per la reducció de les zones humides.

## Morfologia
- Fa 22-25 cm de llargària i 60-70 d'envergadura alar.
- A l'estiu té les parts superiors brunes, les inferiors ocràcies amb el ventre blanc, la gola groga i limitada per una ratlla negrenca.
- Carpó de color blanc.
- Ales blanques amb la punta de color negre.
- Cua profundament forcada i negra amb la base blanca.
- Potes curtes.
- Bec curt i torçat cap avall, vermell a la base i negre a la punta.

## Subespècies
- Glareola pratincola boweni
- Glareola pratincola erlangeri (Neumann, 1920)
- Glareola pratincola fuelleborni (Neumann, 1910)
- Glareola pratincola limbata
- Glareola pratincola pratincola (Linnaeus, 1766)
- Glareola pratincola riparia[1]

## Reproducció
Nidifica en colònies, de vegades mixtes, a moltes zones humides com ara als Aiguamolls de l'Empordà, els deltes del Llobregat i de l'Ebre, l'Albufera de València i l'albufera de El Fondo. Al mes de maig construeix un niu en una petita depressió del terreny, que no protegeix de cap altra manera, i on hi pon d'1 a 3 ous entre maig i juliol. Ambdós sexes s'encarreguen del covament al llarg de 17-18 dies i de l'alimentació dels petits, que triguen 3-4 setmanes a volar.

## Alimentació
Gràcies al seu vol ràpid i destre pot caçar al vol el seu aliment preferit: libèl·lules i llagostes.

## Hàbitat
Viu als llocs més salats (salobrars) o les platges amb vegetació baixa o inexistent.

## Distribució geogràfica
Viu a l'Àsia central i occidental i a Europa.

## Costums
És un ocell gregari i migrant que arriba al llarg dels mesos de març, abril i maig, precisament quan manca a la resta d'Europa. A l'hivern desapareix dels Països Catalans per hivernar a l'Àfrica tropical.